# 알코올성 간염
알코올성 간염(alcoholic hepatitis)은 지나치게 많은 양의 알코올(술)을 섭취하여 발생하는 간염이다. 일반적으로 알코올성 간염 환자들은 10년 이상 하루에 8~10 표준잔 정도의 과음을 한 과거력을 가지고 있다. 알코올성 간질환의 초기 단계라고 할 수 있는 지방간이 알코올성 간염과 관련되어 대부분 관찰되며, 알코올성 간염이 진행되면 간이 섬유화되며 간경변증으로 이어질 수 있다. 단기간에 많은 양의 술을 마셔 급성 증상이 나타날 수 있고, 몇 년간의 과음으로 인해 늦게 증상이 생기기도 한다. 알코올성 간염에서 나타날 수 있는 증상과 징후로는 피부와 눈이 노래지는 황달, 복강에 액체가 차는 복수, 피로감, 간부전으로 인한 뇌의 기능 이상인 간성 뇌증 등이 있다. 경증인 경우에는 자한성으로 알아서 증상이 없어지기도 하지만, 심한 경우에는 사망에 이를 수도 있다. 중증 환자는 글루코코르티코이드로 치료할 수 있다. 갑자기 발생하여 아주 빠르게 악화되는 경과를 보이기도 한다.

## 같이 보기
- AST/ALT 비